# Kamienica przy ul. Łaciarskiej 32-33 we Wrocławiu
Kamienica przy ul. Łaciarskiej 32/33 – zabytkowa kamienica przy ulicy Łaciarskiej 32-33 we Wrocławiu. 

## Historia
Kamienica nr 32 została wzniesiona pod koniec średniowiecza. W pierwszej połowie XVIII wieku została przebudowana, a jej fasada przybrała barokowy wystrój. Kamienica jest trzykondygnacyjna, trzyosiowa z dwukondygnacyjnym szczytem z dwoma otworami okiennymi na pierwszej kondygnacji i jednym na drugiej. Ściana szczytowa została zakończona odcinkowym tympanonem wspartym na toskańskich pilastrach. W osi środkowej znajdowała się koszowy, boniowany portal. W 1855 roku wokół okien dodano nowe obramienia oraz na wysokości parapetów i nad oknami I piętra, nowe gzymsy.   
Budynek nr 33 został wzniesiony w XV wieku jako niewielka dwuosiowa, trzykondygnacyjna kamienica o dwu traktowym planie. Jej fasada zakończona jest dwukondygnacyjnym szczytem obramionym kocim gzymsem. W połowie XIX wieku kamienica została wyremontowana: dodano wówczas obramienia wokół otworów okiennych oraz gzymsy nadokienne, a całej fasadzie nadano klasycystyczną formę.     

## Po 1945 roku
Podczas odbudowy kamienic według projektu Jerzego Romualda Dąbrowskiego w latach 1968–1970 zachowano jedynie elewacje w uproszczonej formie i część szczytów. Na szczycie kamienicy nr 32 zachowały się relikty renesansowego boniowania. W kamienicy nr 33 zlikwidowano portal, a pomieszczenia wewnątrz domu połączono z kamienicą nr 32.        